# Olaf Knudsen
Olaf Karstein Knudsen (ur. 28 marca 1911 w Halden, zm. 17 listopada 1966 tamże) – norweski zapaśnik walczący w stylu klasycznym. Olimpijczyk z Berlina 1936, gdzie zajął szóste miejsce w wadze półciężkiej do 87 kg.

## Letnie Igrzyska Olimpijskie 1936
| Konkurencja                    | Walki                    | Walki                     | Walki                     | Walki               | Klas. końcowa |
| Konkurencja                    | Pierwsza runda           | Druga runda               | Trzecia runda             | Czwarta runda       | Miejsce       |
| ------------------------------ | ------------------------ | ------------------------- | ------------------------- | ------------------- | ------------- |
| styl klasyczny, waga półciężka | František Mráček (TCH) W | Umberto Silvestri (ITA) P | Edvard Westerlund (FIN) W | Axel Cadier (SWE) P | VI miejsce    |